# Nous, les vivants (roman)
Cet article concerne le roman écrit par Ayn Rand en 1934. Pour le film italien de 1942 qui en est tiré, voir Nous, les vivants (film, 1942).
Pour les articles homonymes, voir Nous, les vivants.
Nous, les vivants (We the Living) est le premier roman d'Ayn Rand, publié en 1936. Il s'agit de la première prise de position de Rand contre le communisme. Le récit décrit la vie dans la Russie d'après la révolution de 1917.

## Historique
Rand fait observer dans l'avant-propos que Nous, les vivants n'est pas une autobiographie, mais représente son essai le plus achevé d'en écrire une. L'écriture de Nous, les vivants est achevée en 1934, mais, malgré le soutien de H.L. Mencken qui qualifie l'œuvre de « véritablement excellente », le roman est rejeté par plusieurs éditeurs, jusqu'à ce qu'en 1936, George Platt Brett de Macmillan accepte de le publier. 
Brett affirme qu'il « ignorait s'ils sauraient en tirer quelque bénéfice financier, mais [que] c'était un roman qui devait être publié ». Depuis lors, plus de 3 millions d'exemplaires ont été vendus.

## Résumé
L’histoire se déroule dans la Russie d’après la révolution de 1917, entre 1922 et 1925. Kira Argounova, l’héroïne principale du roman, est la plus jeune fille d’une famille bourgeoise. Esprit indépendant, elle rejette toutes les tentatives de sa famille ou de l’État soviétique naissant de la pousser dans un moule. Au commencement de l’histoire, Kira retourne à Petrograd avec sa famille, après un long exil causé par les attaques des révolutionnaires bolcheviques. Le père était propriétaire d’une entreprise de textile, laquelle a été saisie et nationalisée. La famille perd l’espoir d’un retournement rapide des événements, après les victoires marquantes de l’Armée rouge, et accepte son sort. En arrivant à Petrograd, elle découvre leur maison saisie par l’État soviétique de la même façon, convertie en logements séparés et habitée par plusieurs familles.  Sans endroit pour vivre, la famille s’installe dans l’appartement de la tante de Kira, Marussia.
La vie dans la nouvelle Russie socialiste est austère et cruelle, tout particulièrement pour la classe moyenne maintenant stigmatisée. Vasili, l’oncle de Kira, a aussi vu son entreprise saisie par l’État, et s’est vu contraint de vendre ses avoirs, un à un, en échange d’argent (qui a perdu beaucoup de sa valeur à cause de l’inflation galopante). Les entreprises privées se sont vues strictement contrôlées, des licences étant distribuées uniquement à ceux qui « méritent la confiance » du prolétariat. Le rationnement est décrété pour la nourriture. Seuls les travailleurs des entreprises nationalisées et les étudiants des institutions publiques d’enseignement ont accès aux cartes de rationnement. Les cinq membres de la famille Argounova survivent grâce aux cartes de rationnement des deux jeunes de la famille, qui sont étudiants.
Après avoir vécu quelque temps chez Vasili, Kira et sa famille entament des démarches pour trouver un logement. Le père de Kira entame lui des démarches pour obtenir une licence lui permettant d’ouvrir un magasin de vêtements, bien moins important que son ancienne entreprise. La vie est extrêmement difficile durant ces années.
Non sans efforts, Kira parvient à s’inscrire auprès de l’État et obtient son Livre de Travail (Labor Book), lequel lui permet d’étudier et de travailler. Elle rejoint ainsi l’Institut de Technologie, où elle espère réaliser son rêve de devenir ingénieur.  Elle compte faire bouger ce bastion masculin, en construisant notamment un pont en aluminium.  À l’Institut, Kira rencontre Andrei Taganov, étudiant communiste et membre de la Guépéou, la police secrète soviétique.  Ils deviennent rapidement de proches et intimes amis, malgré leurs larges différences d’opinion politique.
Un soir, aux abords d’un quartier mal famé, Kira fait la rencontre de Leo Kovalensky, un jeune homme attirant et à l’esprit libre. C’est le coup de foudre pour Kira, qui s’offre résolument à lui. Leo, qui la prend d’abord pour une prostituée, tombe également sous le charme et lui propose une prochaine rencontre. Après une série de rendez-vous, partageant le même mépris pour l’État soviétique, ils se mettent à organiser leur fuite clandestine du pays par bateau.
Dès ce moment, le roman n'est plus qu'une succession de catastrophes pour Leo et Kira. Ils se font prendre en train de fuir le pays, mais réussissent à échapper à l’emprisonnement, grâce à la générosité d’un agent de la Guépéou, Stepan Timoshenko, qui avait combattu sous les ordres du père de Leo avant la révolution. Kira quitte l’appartement familial et s’installe chez Leo. Leur relation, d’abord intense et passionnée, commence alors à se détériorer sous le poids des épreuves que la vie leur impose, et à cause de la différence de leurs réactions à ces épreuves. Kira, idéaliste, conserve ses convictions politiques tout en vivant dans le système soviétique, en attendant d’être suffisamment forte pour le défier. Assumant ses idées et parlant avec franchise, elle compromet progressivement son avenir à l’Institut, dont elle finit par être exclue, malgré les efforts d’Andrei pour l’avertir des risques. Menacée de mourir de faim, Kira trouve un emploi grâce à l’aide d’Andrei, ce qui lui permet de conserver sa carte de rationnement. À l’inverse, Leo, accablé par son origine sociale et sans ami communiste pour l’aider, ne parvient pas à trouver d’emploi, et chute doucement dans la dépression. Il contracte la tuberculose. On lui prescrit un traitement ainsi qu’un séjour dans un sanatorium dans le sud, en Crimée. Les efforts de Kira pour financer ce séjour restent vains. En particulier, sa demande d’aide financière auprès des autorités soviétiques est rejetée.
Andrei, tout aussi important dans la vie de Kira, est présenté par Rand comme un homme de caractère, résolu, et habité d’une loyauté sans faille à l’égard du Parti et de son idéologie. Malgré ses opinions politiques, Kira trouve en Andrei une personne en qui elle peut avoir confiance et avec laquelle elle peut discuter et se confier. Même Leo ne parvient pas à remplir ce rôle. L’affection d’Andrei pour Kira semble sans limite, et se transforme petit à petit en véritable amour. Inquiet de ce que ce sentiment pourrait signifier pour leur « belle et rare » amitié, il se met à éviter Kira. Celle-ci vit mal cet éloignement inexpliqué. Finalement, Kira venant lui demander des explications, Andrei lui confie ses raisons et déclare son amour. D’abord désemparée, Kira voit ensuite dans cette nouvelle situation une possibilité de financer le séjour en Crimée susceptible de sauver Leo. Désespérée, et ne voyant pas d’autre solution, elle décide, à contrecœur, de feindre un amour pour Andrei, et accepte d’être sa maîtresse à condition que leur relation reste entièrement secrète.
L'histoire atteint un point de non-retour menant au dénouement final, quand Leo revient de Crimée, guéri de la tuberculose, en parfaite santé, mais devenu un autre homme. Malgré les avertissements de Kira, il ouvre un magasin alimentaire, aidé par de riches amis et un membre corrompu du Parti communiste. Le magasin n'est qu'une nuage de fumée pour cacher les activités illégales de commerce et de spéculation. Andrei apprend l'existence de ce magasin, renseigné par Stepan Timoshenko, qui se suicide peu après, désespéré par l'état de la situation en Union soviétique. Sourd aux demandes de Kira, et ignorant l'amour de celle-ci pour Leo, il commence à enquêter sur le magasin et les activités commerciales qui s'y rapportent. Après des recherches dans sa maison, il arrête Leo pour crimes contre l'État, ce qui peut entraîner la peine de mort. Il découvre alors la nature de la relation entre Kira et Leo. La confrontation entre Andreai et Kira, qui suit cette découverte, est l'une des scènes les plus poignantes du roman. À la suite de cela, Andrei décide de rattraper la situation et monte un plan pour libérer Leo.
Après que les plans d'Andrei sont parvenus à faire sortir Leo de prison, l'histoire s'achève dans la tragédie pour les trois personnages. Andrei perd son statut au sein du Parti, et se suicide peu après. Kira est désemparée, et se demande si elle n'est pas responsable de sa mort. La vie ayant perdu pour Leo toute saveur, il quitte Kira et se lance dans la prostitution masculine. Après son départ, Kira se décide à traverser la frontière. Alors qu'elle se sent proche de la liberté et de la fin de sa vie cauchemardesque passée, elle est touchée par une balle d'un garde frontalier et meurt rapidement. Jusqu'au bout, elle aura conservé son amour pour Leo, disant par exemple une fois : « Quand une personne meurt, on ne s'arrête pas de l'aimer, n'est-ce pas ? »  (« When a person dies, one does not stop loving him, does one? »).

## Adaptation
- 1942 : Nous, les vivants (Noi vivi et Addio Kira !), film italien réalisé par Goffredo Alessandrini, d'après le roman éponyme de Ayn Rand, avec Alida Valli. Le film est tourné en deux parties, intitulées Noi vivi et Addio Kira !, réunies en un seul film lors de la restauration de 1968.